# Poliochera punctulata
Poliochera punctulata — вимерлий вид павукоподібних ряду рицінулей (Ricinulei). Вид існував у кінці кам'яновугільного періоду, 311-307 млн років тому. Скам'янілості виду (голотип USNM 37981 ) знайдено у відкладеннях формування Карбондале у США у штаті Іллінойс.